# Comuna Mîkolaiiv, Hmelnîțkîi
Mîkolaiiv (în ucraineană Миколаїв) este o comună în raionul Hmelnîțkîi, regiunea Hmelnîțkîi, Ucraina, formată din satele Manîlivka și Mîkolaiiv (reședința).

## Demografie
Componența lingvistică a comunei Mîkolaiiv
     Ucraineană (98,71%)
     Rusă (1,13%)
     Alte limbi (0,16%)
Conform recensământului din 2001, majoritatea populației comunei Mîkolaiiv era vorbitoare de ucraineană (98,71%), existând în minoritate și vorbitori de rusă (1,13%).